# 緒方佑奈
緒方 佑奈（おがた ゆうな、1997年7月31日 - ）は、日本の女性声優。広島県出身。アイムエンタープライズ所属。
父親はプロ野球選手・監督の緒方孝市、母親はタレントの緒方かな子。

## 略歴
元々はアナウンサーを目指して上京した。大学時代に友人に誘われて演劇サークルに入り、そこで初めて演劇というものに触れて演劇の楽しさを知り、ナレーションも芝居も学べる場所として日本ナレーション演技研究所に入所。緒方は同養成所が声優を目指して入所する人が多い場所だとは知らなかったものの、入所後に声優になればナレーションの仕事も芝居の仕事もできることに気づき、声優を目指すようになったという。
広島なぎさ中学校・高等学校卒業、慶應義塾大学文学部人文社会学科社会学専攻卒業。大学在籍中は演劇研究会に所属していた。
日本ナレーション演技研究所出身。2018年4月1日よりアイムエンタープライズに所属。
2019年より声優ユニット「DIALOGUE+」にメンバーとして参加する。
2022年10月4日、貧血や息切れなどの症状により、体を動かす活動を当面休止することを発表した。

## 人物
方言は広島弁。
体を動かすことが得意で、特技はダンス。ジャズダンスやよさこいの経験がある。
趣味は神社巡り。下鴨神社（京都市左京区）や晴明神社（京都市上京区）を“推し”の神社として挙げている。カフェ巡りも好む。好きなアニメは『千と千尋の神隠し』。

## 出演
太字はメインキャラクター。

### テレビアニメ
2018年
- おしゃべり唐あげあげ太くん（あげ子）
- とある魔術の禁書目録III（市民）

2020年
- ちはやふる3（女子）
- もっと!まじめにふまじめ かいけつゾロリ（ノブリン）

2021年
- シャドウバース（マネージャー）
- ひげを剃る。そして女子高生を拾う。（周囲の人々）
- スライム倒して300年、知らないうちにレベルMAXになってました（村人E）

2022年
- CUE!（月居ほのか）
- 失格紋の最強賢者（女性）
- 恋は世界征服のあとで（デス美の友人A）
- Extreme Hearts（エマ・ベイリー）
- ポケットモンスター（ビック）

2023年
- トモちゃんは女の子!（生徒）
- カワイスギクライシス（ハジメ）
- ポケットモンスター（2023年 - 2025年、アン、パピモッチ、ヒトモシ、幼少期のダイアナ、イッカネズミ、ヤバソチャ、リーフィア 他）

2024年
- 魔都精兵のスレイブ（ガイダンス音声、魔防隊員B、同級生A）
- 休日のわるものさん（彼氏、彼女）
- 僕のヒーローアカデミア（女生徒）
- シンカリオン チェンジ ザ ワールド（生徒）
- 株式会社マジルミエ（女性B、通行人C）
- オーイ!とんぼ（2024年 - 2025年、女性選手、大川）

2025年
- 君のことが大大大大大好きな100人の彼女（球審）
- どうせ、恋してしまうんだ。
- いずれ最強の錬金術師?（ルル）
- ババンババンバンバンパイア（女子生徒）
- ヴィジランテ-僕のヒーローアカデミア ILLEGALS-（蜂須賀の友人）

### Webアニメ
- 薄明の翼（2020年、看護師、女子高生、タクシーの客）
- 放課後のブレス（2023年、ヤヤコマ）
- PLUTO（2023年、ブランドの子供、クルト）

### ゲーム
2019年
- アルテイルNEO（リヴェイラ）
- CUE!（月居ほのか）

2020年
- デス エンド リクエスト2（アビゲイル・ウィリアムス）
- シノビマスター 閃乱カグラ NEW LINK（那智）
- 逆転オセロニア（シーラーザード）
- プロ野球 ファミスタ 2020（ワンダーモモ）
- ベースボールスーパースターズ （ボーラ、ジェナ、レイチェル）

2021年
- ブラック・サージナイト（千歳、ペンサコーラ）
- Food Fantasy-フードファンタジー（パエリア）
- クリスタル オブ リユニオン（アナスタシア）
- ガーディアンテイルズ（ラピス）
- テイルズ オブ ルミナリア（ミシェル・ブーケ）

2022年
- モンスターストライク（2022年 - 2023年、ヴィレディ、アメノサギリ、篤姫）
- ドラえもん のび太の牧場物語 大自然の王国とみんなの家（ステリー）

2023年
- ポケモンマスターズEX（フウ〈2代目〉）

### ドラマCD
- ドラマCD「朧月のレゴリス アリス・ギア・アイギス外伝」ようこそムラクモ町田へ / ドラマCD「朧月のレゴリス アリス・ギア・アイギス外伝」ムラクモ町田のマイ・フェア・レディ（2023年、月守晴花[41]） - 2作品

### オーディオブック
- audiobook.jp
  - 成瀬は天下を取りにいく（2024年、島崎みゆき[42]）
  - 成瀬は信じた道をいく（2024年、島崎みゆき[43]）

### ラジオ
※はインターネット配信。
- CUE!&A（2019年、文化放送・超!A&G+※、A&G TRIBAL RADIO エジソン内）「Flower」メンバーとして
- りすLOG 水曜日 緒方佑奈のおはなしちゅうなの（2020年 - 、ニコニコ動画※）[44]
- テイルズオブラジオプレイス 11月出演者（2021年、ASOBISTAGE※ 、YouTube※）[45]

### 映画
- 鯉のはなシアター（2018年12月8日公開、監督：時川英之）[46]　※第10回沖縄国際映画祭「地域発信型映画」上映作品

### テレビ番組
※はインターネット配信。
- 利根健太朗・緒方佑奈の検証TV!（2019年 - 、ニコニコ生放送〈シーサイドチャンネル〉※）[47]
- DIALOGUE+BOX（2019年 - 、ニコニコ生放送・YouTube・LINE LIVE※）
- 緒方佑奈のおおがた育成計画（2020年 - 、ニコニコ生放送〈あみあみチャンネル ニューエイジ〉・YouTube※）

### 舞台
- マジでトキメけ★少女たち！！〜ホシのミライ〜（2023年11月11日、CBGKシブゲキ!!、ファラオ[48]）
- 朗読劇『シアター』再演（2024年5月15日 - 26日　シアター風姿花伝)　やよい 役
- LIAR GAME murder mystery『首切りホテル 〜最後の夜宴〜』（2024年6月14日、飛行船シアター）[49]
- 『アイディール・セミナー/Final session』（2025年6月4日 - 8日、こくみん共済 coop ホール／スペース・ゼロ) -桃瀬しずか 役[50]

### 映像商品
- あどりぶ×検証TV！ コラボDVD（2019年）[51]
- SEASIDE SUMMER FESTIVAL 2019（2019年）[52]
- 洲崎西×検証TV！ コラボDVD（2020年）[51]
- SSちゃんねる×検証TV！ コラボDVD（2021年）[53]

### デジタルコミック
- 忘却の僧侶（2021年、賢者キク[54]）
- 幽焔の悠（2021年、被害者[55]）
- 引きこもり令嬢は話のわかる聖獣番（2022年、ミュリエル・ノルト[56]）
- どうかこの恋を見つけて（2023年、ミリアン[57]）

### その他コンテンツ
- 総務省・ワイドFM周知広報動画「〜ワイドFM全国展開へ!〜」（2020年、緒方アナウンサー）[58][59]
- medium 霊媒探偵城塚翡翠 オーディオブック（2020年、結花[60]）
- 今度は殺されたくないアザラシさん 第1巻発売記念PV（2021年、海野まひる[61]）
- ボイスドラマ『Extreme Hearts S×S×S』（2022年、エマ・ベイリー）

## ディスコグラフィ

### キャラクターソング
| 発売日   | 商品名                                                | 歌                     | 楽曲 | 備考                                   |
| 2019年   | 2019年                                                | 2019年                 | 2019年 | 2019年                                 |
| -------- | ----------------------------------------------------- | ---------------------- | --- | -------------------------------------- |
| 11月27日 | Forever Friends                                       | AiRBLUE                | 「Forever Friends」                                                                                            | ゲーム『CUE!』オープニングテーマ       |
| 11月27日 | Forever Friends                                       | AiRBLUE                | 「さよならレディーメイド」                                                                                     | ゲーム『CUE!』関連曲                   |
| 11月27日 | Forever Friends                                       | Flower                 | 「Forever Friends」                                                                                            | ゲーム『CUE!』関連曲                   |
| 2020年   |                                                       |                        | |                                        |
| 1月22日  | Knocking on My Dream!!                                | Flower                 | 「Knocking on My Dream!!」 「One More Step!」 「our song」                                                     | ゲーム『CUE!』関連曲                   |
| 3月25日  | beautiful tomorrow                                    | AiRBLUE                | 「beautiful tomorrow」 「私たちはまだその春を知らない」                                                        | ゲーム『CUE!』関連曲                   |
| 3月25日  | beautiful tomorrow                                    | Flower                 | 「beautiful tomorrow」                                                                                         | ゲーム『CUE!』関連曲                   |
| 8月26日  | Colorful/カレイドスコープ                             | AiRBLUE                | 「Colorful」 「カレイドスコープ」                                                                              | ゲーム『CUE!』関連曲                   |
| 8月26日  | Colorful/カレイドスコープ                             | Flower                 | 「Colorful」                                                                                                   | ゲーム『CUE!』関連曲                   |
| 9月16日  | Red or Blue?                                          | Flower                 | 「Red or Blue?」 「Field of Flowers」 「CUTE♡CUTE♡CUTE♡」                                                      | ゲーム『CUE!』関連曲                   |
| 2021年   |                                                       |                        | |                                        |
| 1月6日   | 最高の魔法                                            | AiRBLUE                | 「最高の魔法」 「白い沿線」                                                                                    | ゲーム『CUE!』関連曲                   |
| 1月6日   | 最高の魔法                                            | Flower                 | 「最高の魔法」                                                                                                 | ゲーム『CUE!』関連曲                   |
| 4月21日  | Talk about everything                                 | AiRBLUE                | 「CUTE♡CUTE♡CUTE♡」 「ミライキャンバス」 「our song」 「Radio is a Friend!」 「マイサスティナー」 「雫の結晶」 | ゲーム『CUE!』関連曲                   |
| 2022年   |                                                       |                        | |                                        |
| 1月26日  | スタートライン/はじまりの鐘の音が鳴り響く空           | AiRBLUE                | 「スタートライン」                                                                                             | テレビアニメ『CUE!』オープニングテーマ |
| 1月26日  | スタートライン/はじまりの鐘の音が鳴り響く空           | AiRBLUE                | 「はじまりの鐘の音が鳴り響く空」                                                                               | テレビアニメ『CUE!』エンディングテーマ |
| 1月26日  | スタートライン/はじまりの鐘の音が鳴り響く空           | AiRBLUE                | 「空合ぼくらは追った」                                                                                         | 『CUE!』関連曲                         |
| 1月26日  | スタートライン/はじまりの鐘の音が鳴り響く空           | Flower                 | 「スタートライン」 「はじまりの鐘の音が鳴り響く空」                                                            | 『CUE!』関連曲                         |
| 3月16日  | CUE! BD第1巻特典CD                                    | 月居ほのか（緒方佑奈） | 「beautiful tomorrow」 「Colorful」 「最高の魔法」 「ミライキャンバス」                                        | 『CUE!』関連曲                         |
| 3月16日  | CUE! BD第1巻 きゃにめ特典CD                           | 月居ほのか（緒方佑奈） | 「Forever Friends」                                                                                            | 『CUE!』関連曲                         |
| 4月20日  | CUE! BD第2巻 きゃにめ特典CD                           | 月居ほのか（緒方佑奈） | 「さよならレディーメイド」                                                                                     | 『CUE!』関連曲                         |
| 5月18日  | CUE! BD第3巻 きゃにめ特典CD                           | 月居ほのか（緒方佑奈） | 「スタートライン」 「はじまりの鐘の音が鳴り響く空」                                                            | 『CUE!』関連曲                         |
| 10月5日  | Extreme Hearts キャラクターソングアルバム「BEST 4 U」 | LINK@Doll              | 「Dreaming Soda」                                                                                              | テレビアニメ『Extreme Hearts』関連曲   |

## 著書
- ぼくのヒーロー（2018年1月20日、ザメディアジョン、ISBN 978-4-86250-541-5） - 作[3]

### ユニットメンバー
1. 1 2 3 4 5 6  六石陽菜（内山悠里菜）、鷹取舞花（稗田寧々）、鹿野志穂（守屋亨香）、月居ほのか（緒方佑奈）、天童悠希（鷹村彩花）、赤川千紗（宮原颯希）、恵庭あいり（飯塚麻結）、九条柚葉（村上まなつ）、夜峰美晴（安齋由香里）、神室絢（松田彩希）、宮路まほろ（山口愛）、日名倉莉子（鶴野有紗）、丸山利恵（立花日菜）、宇津木聡里（小峯愛未）、明神凛音（佐藤舞）、遠見鳴（土屋李央）
2. 1 2 3 4 5 6  六石陽菜（内山悠里菜）、鷹取舞花（稗田寧々）、鹿野志穂（守屋亨香）、月居ほのか（緒方佑奈）
3. ↑  綾辻舞花（山崎はるか）、宮本椎奈（七海こころ）、内海 雫（結名美月）、相庭琴音（綱島瑞恵）、エマ・ベイリー（緒方佑奈）、花見沢杏奈（春野杏）